# 제7공병여단 (미국)
제7공병여단(7th Engineer Brigade)은 미국 육군 공병대의 여단이다. 미국 유럽 사령부와 미국 아프리카 사령부에 전략, 작전, 전술급 공병지원을 제공한다.

## 역사
1944년 6월 16일, 제5202공병건설여단, 본부 및 본부중대로 구상되어 태평양 전쟁에서 장병들의 숙박시설과 비행장을 건설하였다. 종전 후, 1948년 10월 1일에 정규군에 할당된 제7공병여단으로 개명되었다.
1951년 2월 24일, SCARWAF 부대로 지정됨에 따라 제7공병항공여단로 개명되었다. 미국 공군으로 전군되었고, 에네웨타크 환초 위의 핵실험시설 확장 공사와 볼터스 공군기지에서 미국 공군 공병대로서 훈련받았다. 훈련과 공사를 마치고, 이듬해 1952년 9월 22일에 독일에 배치되었다.
1956년 6월 25일, SCARWAF 부대 지정이 해제됨에 따라 이름에서 "항공"이 빠지고 이전의 "제7공병여단"으로 되돌려졌다. 그리고 미국 육군 공병대 부대로서 환군되었다.
1952년 9월 22일, 라인-마인 공군기지로 이사하였다. 17년동안 유럽과 북아프리카에 비행장을 건설하였다.
1969년 6월 14일부터 제7군단에 전속됨에 따라 여단의 임무가 건설에서 전투 지원으로 전환되었다. 여단 본부는 슈투트가르트 근방의 루덴도르프 막사(Kaserne)로 이사하였다. 연례 야전훈련연습(FTX)인 REFORGER 연습을 지원하였다.
1991년, 걸프 전쟁이 발발하자 투입되는 제7군단의 지원부대로서 함께 참전하였고, 독일 슈투트가르트 루덴도르프 막사로 귀환하고 1992년 1월 17일에 해산하였다. 제78, 237, 565공병대대는 제130공병여단으로 전속하였다.
제7공병여단이 2023년 6월 독일 안스바흐 Barton Barracks에서 같은 해 여름에 재활성화 예정으로 제21전구지원사령부 예하부대로서 재소집되었다.

## 부대

### 현재
- 본부 및 본부중대 - 독일 안스바치
- 제15공병대대 - 독일 그라펜호퍼
  - 제500공병중대 (전투)
  - 제902공병중대 (전투)
  - 전방지원중대

### 1963년
OPCON: 미국 유럽 육군, 본부 부서: 공병부(Engineer Division)
- 제24공병단 (건설)
  - 제249공병대대 (건설)
  - 제293공병대대 (건설)
  - 제45공병대대 (건설)
    - 장비정비중대
    - 제8361노무근무중대 (건설, 라트비아인)
    - 제8503노무근무중대 (건설, 라트비아인)
    - 제8850노무근무중대 (건설, 라트비아인)

  - 제7565민간노무단
  - 제8252노무근무중대
- 제39공병단 (건설)
  - 제6970민간노무단 (건설)
  - 제77공병대대 (건설)
  - 제94공병대대 (건설)
  - 제7566노무근무중대 (덤프트럭)
- 제45공병단 (건설)
- 제79공병단 (건설)
- 제620공병중대 (정비, 직접 지원)
- 제370공병중대 (건설 지원)

### 1951년~1956년, SCARWAF
- 제322공병항공단
- 제923공병항공단
- 제924공병항공단
- 제928공병항공단
- 제7329노무근무부대 (Labor Service Unit)(건설)
- 제469공병항공대대
- 제472공병항공대대
- 제801공병항공대대
- 제817공병항공대대
- 제843공병항공대대
- 제862공병항공대대

## 기록

### 소속
- 1966년, 미국 육군 유럽 공병사령부 (USAENGCOMEUR)
- 1969년 6월 14일, 제7군단
- 2023년, 제21전구지원사령부

### 계보
- 1944년 6월 16일, Headquarters and Headquarters Company, 5202d Engineer Construction Brigade
→제5202공병건설여단, 본부 및 본부중대
- 1948년 10월 1일, Headquarters and Headquarters Company, 7th Engineer Brigade
→제7공병여단, 본부 및 본부중대
- 1951년 2월 24일, 7th Engineer Aviation Brigade
→제7공병항공여단
- 1956년 6월 25일, 7th Engineer Brigade
→제7공병여단

### 참전
- 걸프 전쟁
  - 사막 방패 작전
  - 사막 폭풍 작전

## 참고
1. ↑  John Vandiver (2022년 11월 17일). “German garrison town gears up for a thousand US arrivals with incoming Army units” (영어). Stars and Stripes. 2023년 5월 13일에 확인함.

- “7th Engineer Brigade (1952-1956)”. 《usarmygermant.com》 (영어). 2023년 5월 13일에 확인함.
- “7th Engineer Brigade (1956-1991)”. 《usarmygermant.com》 (영어). 2023년 5월 13일에 확인함.